# Степан Остоя
Степан Остоя (серб. Стјепан Остоја) — король Боснии из династии Котроманичей в 1398—1404 и в 1409—1418 годах.
Точное происхождение Степана Остои остаётся неясным, известно лишь, что он принадлежит семейству Котроманичей. По наиболее распространённой версии Стефан Остоя был незаконнорождённым сыном первого короля Боснии Твртко I.
После того как могущественную знать Боснии перестала устраивать власть королевы Елены Грубы, они подготовили смену правителя. Одним из главных инициаторов отстранения Елены был могущественный вельможа Хрвое Вукчич. Будучи принципиальным противником венгерского короля Сигизмунда, Вукчич хотел иметь на боснийском престоле полностью свою креатуру. Замена на престоле Елены на Степана Остою была совершена в 1398 году, причём никаких репрессий против свергнутой королевы не последовало, она продолжала жить при дворе. Сигизмунд отнёсся к смещению Елены враждебно, однако, занятый другими делами, не смог выставить против Боснии большие силы. После нескольких столкновений венгерская армия вынуждена была отступить.
Сильно зависимый от Вукчича Степан Остоя поддержал Владислава Неапольского в борьбе за венгерский трон, всячески способствовал тому, чтобы далматинские города признали Владислава законным королём Венгрии. Возможно, пытаясь выйти из-под контроля Вукчича, король в 1403 году по собственной инициативе начал войну с Рагузой, используя как повод то, что Дубровник предоставил убежище ряду личных врагов короля. После краткосрочного конфликта с Дубровницкой республикой Остоя неожиданно пошёл на мир с королём Сигизмундом, осознавая, что Владислав в борьбе за венгерский трон имеет мало шансов. Примирение с Сигизмундом вызвало резкую враждебность по отношению к Остое со стороны Хрвое Вукчича.
В 1404 году Хрвойе Вукчич и другие представители знати отстранили Остою от власти и заменили его на троне на брата Твртко II. Остоя был вынужден бежать в Венгрию, где униженно просил Сигизмунда о помощи против Вукчича. Поскольку Вукчич был сторонником Владислава и врагом Сигизмунда, венгерский король предоставил в распоряжение Остои армию, которая однако смогла завоевать лишь Бобовац. Власть Остои с этого момента распространялась лишь на Бобовац, где находился венгерский гарнизон, и его окрестности; остальной Боснией номинально правил Твртко II, а фактически Хрвое Вукчич, который в этот момент достиг пика своего могущества, будучи баном Хорватии, Великим князем Боснии и герцогом Сплита.
Через несколько лет расклад сил, однако, изменился. Сигизмунд добился решающего преимущества в своей борьбе с хорватами и Владиславом Неапольским, что позволило ему, наконец, бросить против Боснии свои главные силы. В 1408 году 60-тысячная королевская армия наголову разбила боснийцев под Добором. Могущество Вукчича и прочих князей было сломлено, а Стефан Остоя вновь возведён на трон. После своего повторного воцарения Остоя признал себя вассалом Сигизмунда.
После смерти Хрвое Вукчича в 1416 году, король Остоя развёлся со своей женой Куявой из дома Раденович и женился на вдове Вукчича Елене Нелипчич, завладев, таким образом, большей частью земель Вукчича. Последние годы жизни короля ознаменовал хаос, в который была ввергнута Босния из-за многочисленных междоусобиц и сведений счетов между знатью, в которых принимал участие и сам король. Остоя скончался в 1418 году, ему наследовал его сын Степан Остоич.